# Campeonato Mundial de Ciclismo de Montanha de 2016
O XXVII Campeonato Mundial de Ciclismo de Montanha celebrou-se nas duas sedes: as competições de cross country na localidade de Nové Město (República Checa) entre 28 de junho e 3 de julho e o resto de competições na localidade de Val di Sole (Itália) entre a 30 de agosto e a 11 de setembro de 2016, baixo a organização da União Ciclista Internacional (UCI), a União Ciclista Checa e a União Ciclista Italiana.
Competiu-se em 5 disciplinas, as que outorgaram um total de 12 títulos de campeão mundial:
- Descida (DH) – masculino e feminino
- Cross country (XC) – masculino, feminino e misto por relevos
- Cross country por eliminação (XCE) – masculino e feminino
- Cross country para 4 (4X) – masculino e feminino
- Trials (TRI) – masculino e feminino

## Resultados

### Masculino
| Evento                               | Ouro                                | Prata                                     | Bronze                            |
| ------------------------------------ | ----------------------------------- | ----------------------------------------- | --------------------------------- |
| Descida (11.09)                      | Danny Hart · Reino Unido · 3:32,484 | Laurie Greenland · Reino Unido · 3:35,411 | Florent Payet · França · 3:37,531 |
| Cross country (03.07)                | Nino Schurter · Suíça · 1:28:20     | Jaroslav Kulhavý · Chéquia · 1:28:37      | Julien Absalon · França · 1:28:50 |
| Cross country por eliminação (29.06) | Daniel Federspiel · Áustria ·       | Simon Gegenheinmer · Alemanha ·           | Fabrice Mels · Bélgica ·          |
| Cross country para 4 (09.09)         | Mitja Ergaver · Eslovênia ·         | Hannes Slavik · Áustria ·                 | Luke Cryer · Reino Unido ·        |
| Trials 20″ (02.09)                   | Abel Mustieles · Espanha · 8 pts.   | Benito Ros Charral · Espanha · 9 pts.     | Íon Areitio · Espanha · 21 pts.   |
| Trials 26″ (03.09)                   | Jack Carthy · Reino Unido · 9       | Gilles Coustellier · França · 25          | Kenny Belaey · Bélgica · 26       |

### Feminino
| Evento                               | Ouro                                     | Prata                                  | Bronze                               |
| ------------------------------------ | ---------------------------------------- | -------------------------------------- | ------------------------------------ |
| Descida (11.09)                      | Rachel Atherton · Reino Unido · 4:20,187 | Myriam Nicole · França · 4:23,301      | Tracey Hannah · Austrália · 4:29,640 |
| Cross country (02.07)                | Annika Langvad · Dinamarca · 1:30:13     | Lea Davison · Estados Unidos · 1:31:25 | Emily Batty · Canadá · 1:31:57       |
| Cross country por eliminação (29.06) | Linda Indergand · Suíça ·                | Kathrin Stirnemann · Suíça ·           | Ramona Forchini · Suíça ·            |
| Cross country para 4 (09.09)         | Caroline Buchanan · Austrália ·          | Franziska Meyer · Alemanha ·           | Anneke Beerten · Países Baixos ·     |
| Trials 20″/26″ (02.09)               | Nina Reichenbach · Alemanha · 21 pts.    | Janine Jungfels · Austrália · 31 pts.  | Perrine Devahive · Bélgica · 36 pts. |

### Misto
| Evento                            | Ouro                                                                                       | Prata                                                                               | Bronze                                                                     |
| --------------------------------- | ------------------------------------------------------------------------------------------ | ----------------------------------------------------------------------------------- | -------------------------------------------------------------------------- |
| Cross country por relevos (30.06) | Victor Koretzky · Benjamin Le Ny · Pauline Ferrand-Prévot · Jordan Sarrou · França · 59:49 | Matěj Průdek · Richard Holec · Kateřina Nash · Jaroslav Kulhavý · Chéquia · 1:00:05 | Filippo Colombo · Vital Albin · Sina Frei · Lars Förster · Suíça · 1:00:26 |

## Medalheiro
| Ordem | País           | Medalha de ouro | Medalha de prata | Medalha de bronze | Total |
| ----- | -------------- | --------------- | ---------------- | ----------------- | ----- |
| 1     | Reino Unido    | 3               | 1                | 1                 | 5     |
| 2     | Suíça          | 2               | 1                | 2                 | 5     |
| 3     | França         | 1               | 2                | 2                 | 5     |
| 4     | Alemanha       | 1               | 2                | 0                 | 3     |
| 5     | Austrália      | 1               | 1                | 1                 | 3     |
| 5     | Espanha        | 1               | 1                | 1                 | 3     |
| 7     | Áustria        | 1               | 1                | 0                 | 2     |
| 8     | Dinamarca      | 1               | 0                | 0                 | 1     |
| 8     | Eslovênia      | 1               | 0                | 0                 | 1     |
| 10    | Chéquia        | 0               | 2                | 0                 | 2     |
| 11    | Estados Unidos | 0               | 1                | 0                 | 1     |
| 12    | Bélgica        | 0               | 0                | 3                 | 3     |
| 13    | Canadá         | 0               | 0                | 1                 | 1     |
| 13    | Países Baixos  | 0               | 0                | 1                 | 1     |
|       | TOTAL          | 12              | 12               | 12                | 36    |